# Zakiczera
Zakiczera (ukr. Закичера) – wieś na Ukrainie, w obwodzie lwowskim, w rejonie samborskim (wcześniej w rejonie turczańskim). Miejscowość liczy około 138 mieszkańców. Pierwsze wzmianki o miejscowości pochodzą z 1685.